# Unterseeboot 965
L'Unterseeboot 965 ou U-965 est un sous-marin allemand (U-Boot) de type VIIC utilisé par la Kriegsmarine pendant la Seconde Guerre mondiale.
Le sous-marin fut commandé le 5 juin 1941 à Hambourg (Blohm + Voss), sa quille fut posée le 4 mai 1942, il fut lancé le 14 janvier 1943 et mis en service le 25 février 1943, sous le commandement de l'Oberleutnant zur See Klaus Ohling.
L'U-965 n'endommagea ou ne coula aucun navire au cours des 7 patrouilles (202 jours en mer) qu'il effectua.
Il fut coulé par la Royal Navy dans l'Atlantique Nord en mars 1945.

## Conception
Unterseeboot type VII, l'U-965 avait un déplacement de 769 tonnes en surface et 871 tonnes en plongée. Il avait une longueur totale de 67,10 m, un maître-bau de 6,20 m, une hauteur de 9,60 m et un tirant d'eau de 4,74 m. Le sous-marin était propulsé par deux hélices de 1,23 m, deux moteurs diesel Germaniawerft M6V 40/46 de 6 cylindres en ligne de 1 400 cv à 470 tr/min, produisant un total de 2 060 à 2 350 kW en surface et de deux moteurs électriques Brown, Boveri & Cie GG UB 720/8 de 375 cv à 295 tr/min, produisant un total 550 kW, en plongée. Le sous-marin avait une vitesse en surface de 17,7 nœuds (32,8 km/h) et une vitesse de 7,6 nœuds (14,1 km/h) en plongée. Immergé, il avait un rayon d'action de 80 milles marins (150 km) à 4 nœuds (7,4 km/h; 4,6 milles par heure) et pouvait atteindre une profondeur de 230 m. En surface son rayon d'action était de 8 500 milles nautiques (soit 15 700 km) à 10 nœuds (19 km/h).
L'U-965 était équipé de cinq tubes lance-torpilles de 53,3 cm (quatre montés à l'avant et un à l'arrière) et embarquait quatorze torpilles. Il était équipé d'un canon de 8,8 cm SK C/35 (220 coups), d'un canon antiaérien de 20 mm Flak et d'un canon 37 mm Flak M/42 qui tire à 15 350 mètres avec une cadence théorique de 50 coups par minute. Il pouvait transporter 26 mines TMA ou 39 mines TMB. Son équipage comprenait 4 officiers et 40 à 56 sous-mariniers.

## Historique
Il reçut sa formation de base au sein de la 5. Unterseebootsflottille jusqu'au 31 décembre 1943, il intégra sa formation de combat dans la 11. Unterseebootsflottille puis dans la 13. Unterseebootsflottille à partir du 1er octobre 1944.
Le 6 février 1944, un jour après avoir quitté Narvik, le Leutnant zur See Gustav-Günther Schoop tombe accidentellement à l'eau et se noie.
Le 17 mai 1944, l'U-965 rencontre de graves problèmes techniques qui lui font retourner à la base. Lors de son transit, l'U-965 rencontre un sous-marin ennemi qui l'attaque de plusieurs torpilles. Aucune ne l'atteint.
Pendant sa deuxième patrouille le 20 juillet 1944 à 13 h 5, l'U-965 est attaqué en mer de Norvège par un avion bombardier B-24 Liberator britannique du No. 59 Squadron RAF (en), piloté par le Flying officer D. A. Saules, après l'avoir détecté au radar. Le canon anti-aérien 37 mm Flak M/42 s'enraye ; les deux hommes présent sur le pont du côté bâbord sont mitraillés. Un meurt de ses blessures. Malgré une seconde attaque de plusieurs charges de profondeur, l'U-965 s'enfuit. Le Matrosenhauptgefreiter Willibald Niederle est déposé en mer à 22 h 5.
Le 22 août 1944, le sous-marin est attaqué par deux avions chasseurs Wildcat, au large de Hammerfest. Trois hommes (le Bootsmaat Kurt Pesch, le Matrosengefreiter Heinz Schade et le Maschinengefreiter Thiel) dont tués et huit autres, blessés.
L'U-965 coule le 30 mars 1945 dans l'Atlantique Nord au nord de Minch, à la position 58° 19′ N, 5° 31′ O, par des charges de profondeur des frégates britanniques HMS Rupert (en) et HMS Conn (en).
Les cinquante-et-un membres d'équipage meurent dans cette attaque.

## Affectations
- 5. Unterseebootsflottille du 25 février 1943 au 31 décembre 1943 (Période de formation).
- 11. Unterseebootsflottille du 1er janvier 1944 au 30 septembre 1944 (Unité combattante).
- 13. Unterseebootsflottille du 1er octobre 1944 au 30 mars 1945 (Unité combattante).

## Commandement
- Kapitänleutnant Klaus Ohling du 25 février 1943 au 6 juin 1944.
- Oberleutnant zur See Günter Unverzagt du 7 juin 1944 au 30 mars 1945.

## Patrouilles
|       | Commandant             | Départ             | Départ          | Arrivée           | Arrivée    | Jours     | Succès |
| ----- | ---------------------- | ------------------ | --------------- | ----------------- | ---------- | --------- | ------ |
|       | Oblt. Klaus Ohling     | 14 décembre 1943   | Kiel            | 16 décembre 1943  | Arendal    | 3 jours   |        |
|       | Oblt. Klaus Ohling     | 29 décembre 1943   | Arendal         | 31 décembre 1943  | Bergen     | 3 jours   |        |
| 1     | Oblt. Klaus Ohling     | 1er janvier 1944   | Bergen          | 3 février 1944    | Narvik     | 34 jours  |        |
|       | Oblt. Klaus Ohling     | 5 février 1944     | Narvik          | 9 février 1944    | Bergen     | 5 jours   |        |
|       | Kptlt. Klaus Ohling    | 14 mai 1944        | Bergen          | 18 mai 1944       | Bogenbucht | 5 jours   |        |
| 2     | Oblt. Günter Unverzagt | 23 juin 1944       | Bogenbucht (de) | 23 juillet 1944   | Narvik     | 31 jours  |        |
|       | Oblt. Günter Unverzagt | 19 août 1944       | Narvik          | 22 août 1944      | Hammerfest | 4 jours   |        |
|       | Oblt. Günter Unverzagt | 1er septembre 1944 | Hammerfest      | 3 septembre 1944  | Narvik     | 3 jours   |        |
|       | Oblt. Günter Unverzagt | 8 septembre 1944   | Narvik          | 9 septembre 1944  | Tromsö     | 2 jours   |        |
|       | Oblt. Günter Unverzagt | 16 septembre 1944  | Tromsö          | 19 septembre 1944 | Altafjord  | 4 jours   |        |
|       | Oblt. Günter Unverzagt | 21 septembre 1944  | Altafjord       | 23 septembre 1944 | Tromsö     | 3 jours   |        |
| 3     | Oblt. Günter Unverzagt | 26 septembre 1944  | Tromsö          | 3 octobre 1944    | Narvik     | 8 jours   |        |
|       | Oblt. Günter Unverzagt | 15 octobre 1944    | Narvik          | 23 octobre 1944   | Hammerfest | 9 jours   |        |
| 4     | Oblt. Günter Unverzagt | 24 octobre 1944    | Hammerfest      | 11 novembre 1944  | Kilbotn    | 19 jours  |        |
|       | Oblt. Günter Unverzagt | 13 novembre 1944   | Kilbotn         | 14 novembre 1944  | Narvik     | 2 jours   |        |
| 5     | Oblt. Günter Unverzagt | 21 novembre 1944   | Narvik          | 14 décembre 1944  | Kilbotn    | 24 jours  |        |
|       | Oblt. Günter Unverzagt | 17 décembre 1944   | Kilbotn         | 20 décembre 1944  | Trondheim  | 4 jours   |        |
| 6     | Oblt. Günter Unverzagt | 15 février 1945    | Trondheim       | 27 février 1945   | Trondheim  | 13 jours  |        |
| 7     | Oblt. Günter Unverzagt | 5 mars 1945        | Trondheim       | 30 mars 1945      | Coulé      | 26 jours  |        |
| Total | Total                  | Total              | Total           | Total             | Total      | 202 jours | 0 t    |

Note : Oblt. = Oberleutnant zur See - Kptlt. = Kapitänleutnant

### OpérationsWolfpack
L'U-965 a opéré avec les Wolfpacks (meute de loups) durant sa carrière opérationnelle.
- Isegim (5 — 27 janvier 1944)
- Werewolf (27 janvier — 2 février 1944)
- Trutz (23 juin — 10 juillet 1944).
- Schwefel (22 — 23 septembre 1944)
- Zorn (28 septembre — 1er octobre 1944)
- Grimm (1er — 2 octobre 1944)
- Panther (16 — 22 octobre 1944)
- Panther (24 octobre — 10 novembre 1944)
- Stier (25 novembre — 19 décembre 1944)